# 谢尔卡蒂陨石

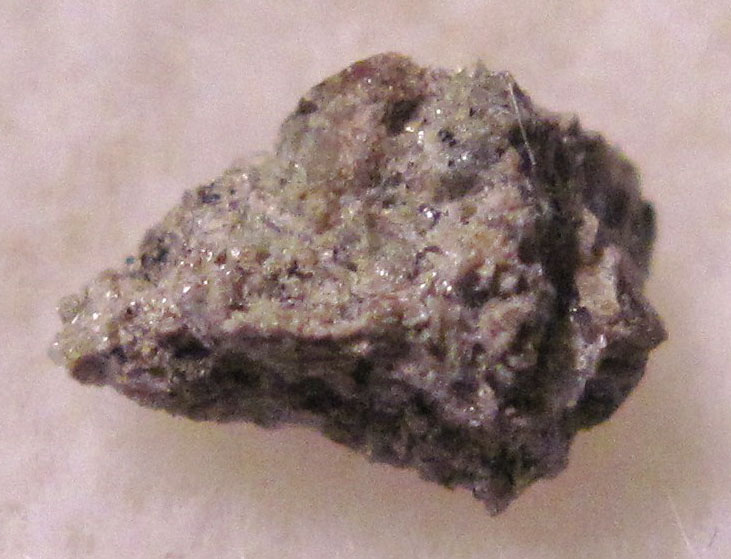
谢尔卡蒂隕石

谢尔卡蒂隕石是谢尔卡蒂火星隕石家族中的第一個標本。這是一顆重量約5公斤，於1865年8月25日墜落在印度比哈尔邦格雅縣谢尔卡蒂，並且幾乎立刻就被尋獲的火星隕石。這顆隕石相對而言相當年輕，放射性定年法測定它是大約41億年前凝固的火山岩漿。它的成分主要是輝石，並認為是曾經經歷了數個世紀水成蝕變的陸生岩石。在它內部的某些特徵暗示可能和微生物族群生物遺留的生物膜有所關聯。